# 我愛你 (Bobby歌曲)
I Love You（韓語：사랑해）是韓國男子音樂組合iKON成員Bobby歷年發行的歌曲之一，這首歌是作為他的第一張韓語正規專輯《Love and Fall》第一支主打曲。該歌曲曲風以嘻哈音樂及R&B風格為主軸，由YG娛樂企劃製作，KT音樂發行，於2017年9月14日下午6時通過各大數位音樂網站公開線上音源。

## 背景
這首歌曲的名稱在2017年9月4日YG娛樂通過官方網站公開，定名為〈I Love You〉，並在當天同時公開兩幅預告海報。第一張海報中，在秋天萬里無雲，明淨而高遠的天空下，Bobby表現出自由而清純的一面。在第二張海報中，則是Bobby躺在床上凝視鏡頭，溫暖而羞澀的雙眼，猶如望著心愛的人一般。據YG娛樂稱，Bobby在這首歌的形象與以往作為iKON的成員，以及在Mnet電視台選秀節目《Show Me The Money 3》中的表現和感覺稍有不同。

## 詞曲創作概要
〈I Love You〉由Bobby親自填詞作曲，並攜手YG娛樂流行曲製作人姜旭鎮（音譯）及新人作曲家Diggi共同參與作曲及編曲的製作，這首歌曲比起以往發表的音樂作品均屬於強烈的嘻哈曲風，這次的主題是Bobby首次展現節奏輕快的音樂。〈I Love You〉是一首傷感的情歌，主要描述男生和女生經歷一段長久的戀愛之後，面對時間這道牆而坍塌的悲傷故事。這首歌也是Bobby一直以來以強烈嘻哈風格的音樂為主，首次嘗試節奏輕快的曲風。在這首歌的副歌部分，不斷重複歌詞「我愛你」，令大眾歌迷一聽，更容易認知的歌曲，並且，巧妙運用編曲，將流行的音樂元素和攻破女生心牆的歌詞融入其中。

## 外部連結
- Bobby官方網站 （页面存档备份，存于）  （英文） （简体中文） （日語）